# Kanaal Dessel-Kwaadmechelen

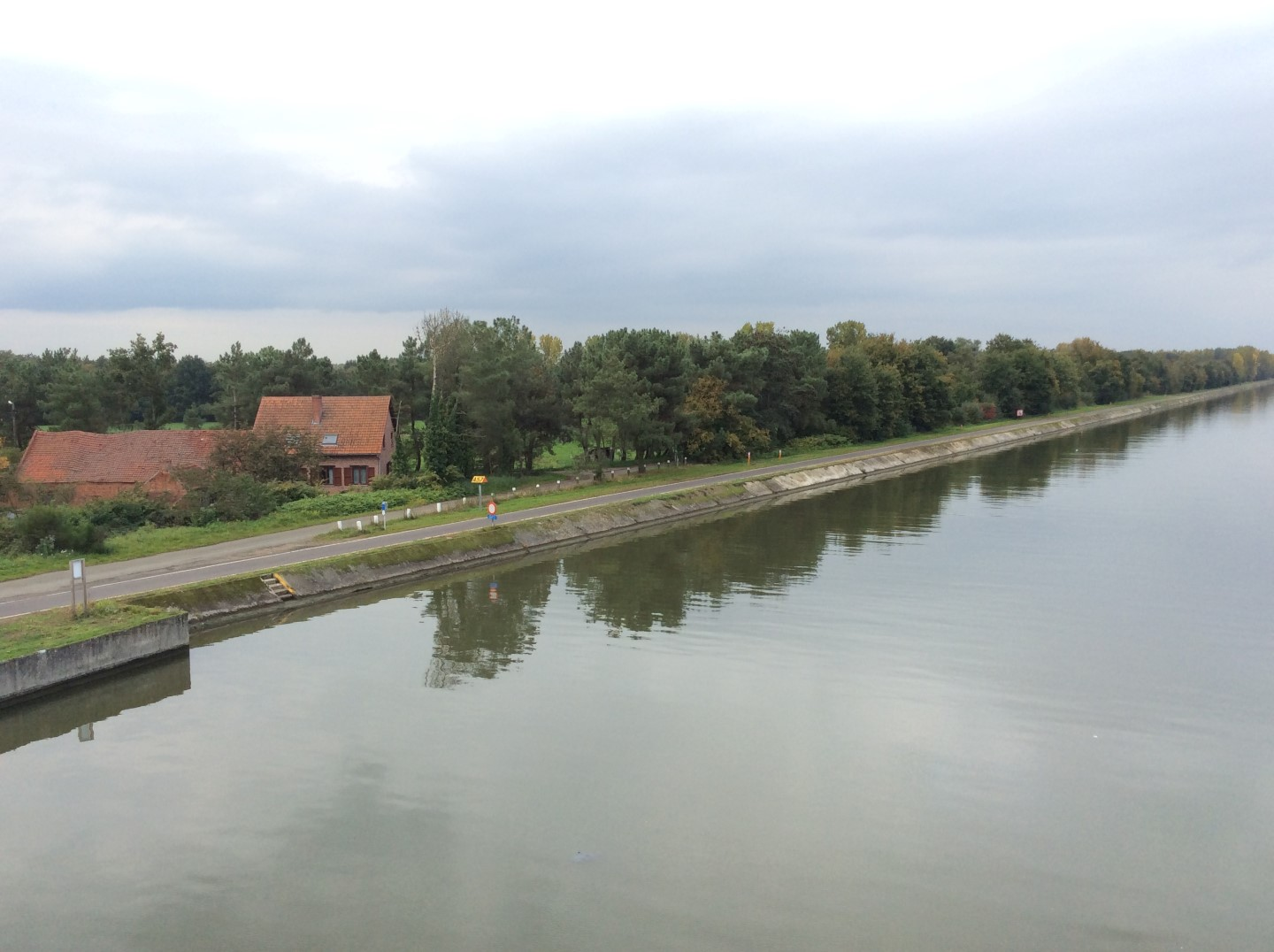
Het Kanaal Dessel-Kwaadmechelen vanaf de brug in Ham

Het Kanaal Dessel-Kwaadmechelen is een 15,7 km lang kanaal in België. Het verbindt het kanalenkruispunt te Dessel met het Albertkanaal te Kwaadmechelen (gemeente Ham). Het is een van de zeven Kempische kanalen tussen de Maas en de Schelde. Het stroomt door vier gemeenten: Dessel, Mol, Balen en Ham.
Bij de voltooiing in 1858 maakte het deel uit van het Aftakkingskanaal naar Hasselt. Het heeft een gabariet van 2.000 ton, bevat geen enkele sluis en heeft een bocht nabij de aansluiting met het Albertkanaal. Te Dessel geeft het aansluiting met twee Kempische kanalen: het Kanaal Bocholt-Herentals en het Kanaal Dessel-Turnhout-Schoten.

## Bruggen
Er zijn elf bruggen over het kanaal: drie wegbruggen in Mol (nabij Sluis, Rauw en Gompel), vier wegbruggen in Balen (nabij Balen, Hoolst, Olmen en Gervoort) en twee wegbruggen in Ham. Verder zijn er twee spoorbruggen over het kanaal: spoorlijn 15 en spoorlijn 19 lopen over het kanaal.